# Monster aus Versehen
Das Monster aus Versehen (eng. Monster by Mistake) ist eine kanadische Animations-Kinderserie, die in Deutschland auf Super RTL ausgestrahlt wurde.

## Inhalt
Im Mittelpunkt steht der achtjährige Warren, der sich durch Niesen ständig in ein großes, blaues Monster und zurückverwandelt und damit seine Probleme hat. Ursache ist ein magisches Juwel aus einer anderen Dimension, das durch Zaubersprüche aktiviert wird. Die einzigen, die von Warrens Geheimnis wissen, sind seine ältere Schwester Tracy und der Jazz-Musiker und Trompetenspieler Johnny, der allerdings ein Geist ist und vor den Eltern der beiden verborgen wird. In jeder Episode erfahren wir auch, dass es auch der Geist eines Monsters ist das jetzt in ihm lebt und es spricht manchmal durch ihn und die Bosheit des Monsters zu kontrollieren ist schwer.
In der 1. Staffel ist der Erzfeind der Kinder ein Teufel namens Gorgool, der wegen seiner Verbrechen in eine Glaskugel eingesperrt worden ist und nun versucht, durch das Juwel freizukommen. Unterstützt wird er von einem trotteligen Handlanger.
Fenrath ist eine magische Dimension, in der es viele Geister, Ghoule und andere Kreaturen gibt. In seinem Schloss regiert Morgool, Gorgools Zwillingsbruder, mit eiserner Faust über sein Reich. Er hat ebenfalls einen magischen Rubin, der allerdings schwächer ist als das Juwel.
Den eher fantastischen Schwierigkeiten von Warren und Tracy stehen die weniger außergewöhnlichen Reibereien mit dem fiesen Nachbarsjungen Billy und einer monsterjagenden Polizistin gegenüber.

## Produktion und Veröffentlichung
Die Serie wurde 1996 von Alliance Atlantis Communications, Cambium Film & Video Productions und Catapult Productions produziert, Regie führte David Geldart. Die Erstausstrahlung erfolgte ab dem 31. Oktober 1996 durch YTV. Auf Deutsch wurde die Serie erstmals vom 2. Juli 2000 bis zum 15. September 2006 von Super RTL ausgestrahlt.

## Synchronisation
| Rolle  | Englischer Sprecher | Deutscher Sprecher        |
| ------ | ------------------- | ------------------------- |
| Warren | Julie Lemieux       | Constantin von Jascheroff |
| Tracy  | Hillary Cooper      | Giuliana Jakobeit         |
| Johnny | William Colgate     | Bodo Wolf                 |